# Маріанські острови
Маріанські острови (чамор. Islas Marinas, англ. Mariana Islands), до початку XX століття також Ладронські острови (ісп. Islas de los Ladrones — Острови Злодіїв) — група островів на заході Тихого океану, в Мікронезії. Включає в себе 15 великих островів (Гуам, Рота, Сайпан, Тініан тощо) і кілька дрібних островів і рифів. Загальна площа — близько 1018 км², населення — близько 225 000 осіб. На островах розташовані два політичних утворення: острів Гуам (541,3 км²) і Північні Маріанські Острови (475,3 км²). Обидві території мають статус неінкорпорованих організованих територій США (Північні Маріанські Острови мають також статус співдружності).

## Географія

Карта Маріанських островів

Острови являють собою острівну дугу, розташовану в тектонічно активному регіоні в західній частині Тихого океану. Архіпелаг розташований в 2500 км від Філіппін і на такій же відстані від Папуа — Нової Гвінеї. Острови витягнуті між 12 і 21 градусами північної широти приблизно на 800 км. Архіпелаг складається з 15 великих островів: Агіхан, Агрихан, Аламаган, Анатахан, Асунсьйон, Гуам, Гугуан, Мауг, Паган, Рота, Сайпан, Сариган, Тініан, Фаральйон-де-Медінілья і Фаральйон-де-Пахарос. В геологічному відношенні острова можна розділити на дві групи: більш стара південна острівна дуга (острова Гуам, Рота, Тініан, Агугіан, Фаральйон-де-Медінілья, Сайпан) і молода вулканічна північна дуга (інші острови архіпелагу). Південні острови утворилися приблизно 15-20 млн років тому (у пізньому Еоцені — ранньому Міоцені). Всі вони мають схожу будову і покриті шаром вапняку — залишків давніх коралових рифів. Група відчувала кілька підняттів. Північна група є частиною Маріанської дуги, в місці де Тихоокеанська плита опускається під Філіппінську. Все острова цієї групи є стратовулканів. Більшість островів оточені кораловими рифами. Рифи південних островів старші і краще розвинені. У районі островів розташовано близько 50 підводних вулканів, 11 з яких утворюють острови.

## Історія
Згідно з археологічними даними, перші люди з'явилися на островах 2000 років до н. е., і були вихідцями з південно-східної Азії. Пізніше перші поселенці стали відомі під назвою чаморро. Остров'яни мали соціальний поділ. Главами сімей вважалися жінки. Починаючи з XVI століття колонізатори безуспішно намагалися викорінити матріархат. Близько 1000 років тому культура чаморро змінилася, що знайшло прояв і в архітектурі. Остров'яни стали будувати так звані камені латте, які використовувалися як підвалини будинків і в релігійних цілях.
6 березня 1521 моряки експедиції Фернана Магеллана стали першими європейцями, які побачили острови (іспанські кораблі зупинилися в бухті Уматак острова Гуам). Через першу неприємну зустріч із чаморро Магеллан дав островам назву ісп. Las Islas de los Ladrones (острови Злодіїв), бо аборигени вкрали деякі предмети з кораблів Магеллана, скориставшись виснаженістю команди після переходу через Тихий океан.
В 1565 острови формально оголошені власністю іспанської корони.
1668-го сюди прибули місіонери на чолі з Дієго Луїсом Сан-Віторесом. Він дав островам нову назву на честь іспанської королеви Маріанни Австрійської, вдови Філіпа IV. Почалася колонізація Маріанських островів. Незабаром Сан-Віторес був убитий, що призвело до збройних сутичок. Населення островів скоротилася з 150 000 осіб на момент прибуття іспанців до 5000 в 1741. Багатьох чаморро змусили переїхати на Гуам (тільки остров'яни Рота чинили опір, ховаючись від іспанських солдатів в пагорбах острова). Почалося заселення островів іспанцями і філіппінцями.
З 1815 по 1885 північні острови архіпелагу заселялися мешканцями сусідніх Каролінських островів. Після закінчення іспанського панування, коли чаморро дозволили повернутися на рідні острова, виявилось, що багато привабливі землі зайняті каролінцамі. Після іспано-американської війни Іспанія поступилася США південною частиною Маріанських островів, а північну частину продала Німецькій імперії за договором від 12 лютого 1899 року.
Після Першої світової війни архіпелаг був переданий Лігою Націй під управління Японії (основним заняттям японців на островах стало вирощування цукрової тростини); після Другої світової війни — під управління США (американці заволоділи островами в 1944, і з острова Тініан злітали літаки, що скинули бомбу на Хіросіму і Нагасакі 6 серпня і 9 серпня 1945 року відповідно).
В 1978 США надали островам особливий статус: Північні Маріанські Острови і Гуам стали вважатися неінкорпорованими організованими територіями США. В 1986 році жителям островів був наданий статус громадян США.

## Населення
За даними перепису 2000 року, чисельність населення островів становила 224 026 осіб. Станом на 2007 рік, чисельність населення зменшилася до 213 241 осіб. Більшість жителів живуть на чотирьох островах: Рота, Тініан, Сайпан і Гуам.

## Національна кухня
Кухня на Маріанських островах — інтернаціональна. Під час розвитку туристичної індустрії на островах склалося мультинаціональне населення. Китайці, філіппінці, таїландці, японці, корейці, американці, австралійці та інші національності вплинули на різноманітність кухні островів. Відповідно, на островах є велика кількість ресторанів, що будуть до смаку кожній із цих національностей. Тут можна спробувати такі страви: червоний рис, м'ясо на грилі або в кокосовому молоці, гострий калагуен із курки, апігігі (молодий кокос із крохмальним борошном, загорнутий в банановий лист), тропічні фрукти та багато інших страв. Покуштувати місцеві страви можна на ярмарці в Гарапані.

## Цікаві факти
- Найглибша в світі западина, Маріанська западина, глибина якої перевищує 11 000 метрів, лежить на схід від острова Сайпан.
- Підводна печера Гротто вважається другим за красою місцем у світі, на думку фахівців з дайвінгу. Журнал Skin Diver включив це місце до десяти найкращих місць для пірнання з аквалангом.
- Чотири роки поспіль острів Манагаха здобував відзнаки і звання «Найкраще місце для пірнання з маскою і трубкою» на міжнародному ярмарку в Токіо.
- Сайпан — острів скарбів! У сайпанському Музеї історії та культури міститься найбільша в світі колекція артефактів і скарбів з іспанських галеонів.

###### Рекорди Книги Гіннеса
- На Маріанських островах найстабільніша температура в світі +27 °C.
- 17 квітня 1999 року 215 дайверів одночасно занурилися в лагуні острова Сайпан.